# Abdylas Maldybaev
 (août 2023).
Abdylas Maldybaev (en kirghize : Абдылас Малдыбаев, en russe : Абдылас Малдыбаевич Малдыбаев, né le 24 juin 1906 à Kara-Bulak (en) - 1er juin 1978 à Bichkek) est un compositeur, acteur et homme politique soviétique et kirghize.